# Castlevania: The Adventure ReBirth
Castlevania: The Adventure ReBirth, in Giappone Dracula densetsu: Rebirth (ドラキュラ伝説 ReBirth?, Dorakyura densetsu: ReBirth), è un videogioco a piattaforme sviluppato da M2 e prodotto da Konami. Si tratta di un remake di Castlevania: The Adventure, ed è disponibile tramite il servizio online WiiWare. Il gioco è stato reso disponibile dal 27 ottobre in Giappone, dal 28 dicembre negli Stati Uniti e dal 26 febbraio 2010 in Europa.

## Trama
Il protagonista è Christopher Belmont, un antenato di Simon Belmont che deve sconfiggere il vampiro Dracula. Il gioco è ambientato un secolo prima delle vicende raccontate nel primo episodio della serie.

## Colonna sonora
Le musiche di Adventure ReBirth, composte da Manabu Namiki (già autore delle musiche degli altri titoli della serie ReBirth), sono remix di pezzi già apparsi in altri capitoli di Castlevania.